# 板利乡
板利乡，是中华人民共和国广西壮族自治区崇左市江州区下辖的一个乡镇级行政单位。

## 行政区划
板利乡下辖以下地区：
板利社区、卜城村、渠麻村、那忙村、福厚村和那陶村。